# 12099 Meigooni
12099 Meigooni este un asteroid din centura principală de asteroizi.

## Descriere
12099 Meigooni este un asteroid din centura principală de asteroizi. A fost descoperit pe 23 aprilie 1998 la Socorro, New Mexico, în cadrul proiectului LINEAR. Asteroidul prezintă o orbită caracterizată de o semiaxă mare de 2,34 ua, o excentricitate de 0,06 și o înclinație de 5,7° în raport cu ecliptica.